# Brit női vízilabda-válogatott
A brit női vízilabda-válogatott Nagy-Britannia nemzeti csapata, melyet a Brit Úszó-szövetség irányít.
Annak ellenére, hogy a brit női csapat ezidáig valamennyi rangosabb nemzetközi tornán képviseltette magát legalább egy alkalommal, nem tekinthető vízilabda-nagyhatalomnak. Egy olimpiai 8. helyezést leszámítva a XXI. században csupán három alkalommal, mégpedig a 2012-es-, a 2014-es-, valamit a 2024-es Európa-bajnokságon végzett a legjobb nyolc csapat között.

## Eredmények

### Olimpiai játékok
- 2012 – 8. hely

### Világbajnokság
- 1986 – 9. hely
- 2003 – 16. hely
- 2013 – 13. hely
- 2024 – 11. hely
- 2025 – 11. hely

### Európa-bajnokság
- 1985 – 6. hely
- 1987 – 7. hely
- 1991 – 8. hely
- 1993 – 8. hely
- 1995 – 8. hely
- 1997 – 10. hely
- 2012 – 7. hely
- 2014 – 8. hely
- 2024 – 7. hely